# Championnats du monde de vol à ski 1985
Navigation
Harrachov 1983 Kulm 1986
La 8e édition des championnats du monde de vol à ski s'est déroulée du 15 mars 1985 au 17 mars 1985 à Planica en Yougoslavie qui organise pour la troisième fois la compétition.

## Résultats

### Individuel
| Médaille | Concurrent            | Points |
| Or       | Matti Nykänen         | 580.5  |
| Argent   | Jens Weissflog        | 531.5  |
| Bronze   | Pavel Ploc            | 524.0  |
| 4e       | Klaus Ostwald         | 517.0  |
| 5e       | Ladislav Dluhoš       | 515.0  |
| 6e       | Miran Tepes           | 511.5  |
| 7e       | Tuomo Ylipulli        | 510.5  |
| 8e       | Thomas Klauser        | 509.0  |
| 8e       | Mike Holland          | 509.0  |
| 10e      | Ole Gunnar Fidjestoel | 508.5  |